# Fnideq
Fnideq is een kleine groeiende kuststad, die grenst aan de Spaanse exclave Ceuta in Noord-Marokko. De stad telde 77.436 bewoners bij de census van 2014 en had in 2010 zo'n 57.000 inwoners. Fnideq is onderdeel van de prefectuur M'diq-Fnideq in de regio Tanger-Tétouan-Al Hoceïma.
Fnideq wordt in het Spaans Castillegos genoemd.

## Geschiedenis
Op 1 januari 1860 vond hier de Slag van Castillegos plaats, het eerste grote treffen van het Spaanse leger met Marokkaanse troepen tijdens de Spaans-Marokkaanse Oorlog (1859-1860), die uiteindelijk leidde tot de Spaanse bezetting van de noordelijke Marokkaanse stad Tétouan, op 30 kilometer van Fnideq, en het ontstaan van het Spaans Protectoraat Marokko, dat van 1912 tot 1956 heeft bestaan.

## Geboren
- Elamine Erbate (1981), voetballer